# Tempio di Giunone Regina (Campo Marzio)

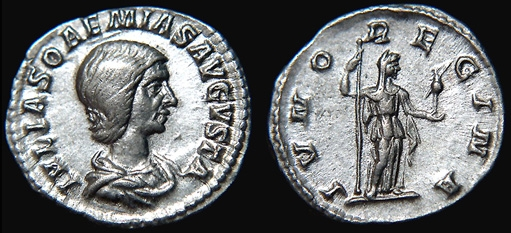
Moneta di Giulia Soemia raffigurante al rovescio Giunone Regina

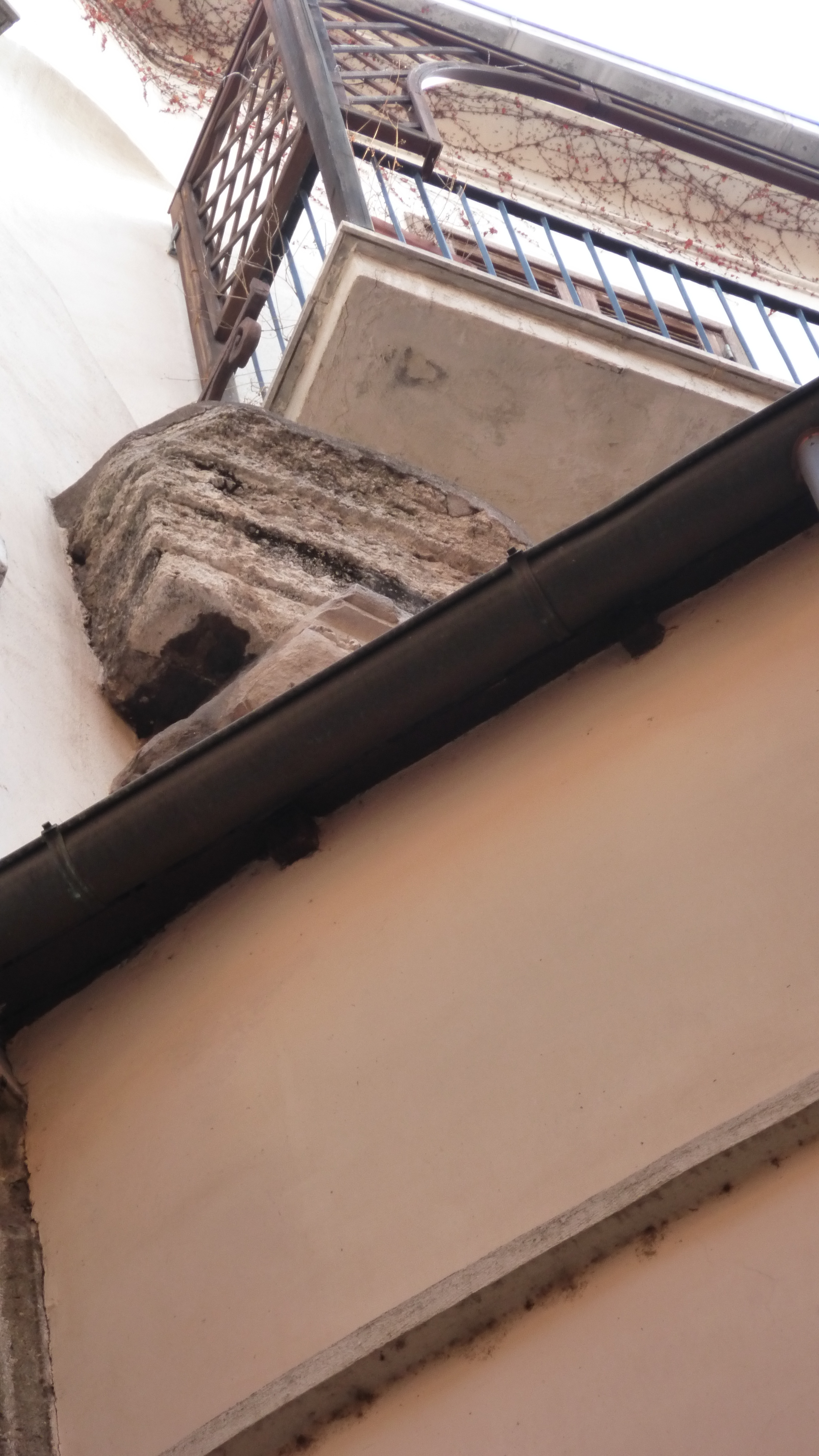
Travertini del tempio di Giunone regina inglobati nelle case di via di S. Angelo in Pescheria

Il tempio di Giunone Regina (in latino: templum o aedes Iunonis Reginae) era un tempio dell'antica Roma, dedicato alla dea Giunone nel Circo Flaminio, nella zona meridionale del Campo Marzio.
Il console Marco Emilio Lepido fece voto di costruire un tempio nel 187 a.C., durante la sua ultima battaglia contro i Liguri, e lo dedicò nel 179 a.C., mentre era censore, il 23 dicembre.
Un portico metteva in comunicazione il tempio di Giunone Regina e un tempio della Fortuna, forse il tempio della Fortuna Equestre. Si trovava probabilmente a sud del portico di Pompeo, sul lato orientale del circo Flaminio.
In seguito accanto al tempio venne costruito il tempio di Giove Statore ed entrambi furono circondati dalla Porticus Metelli. I due templi e il portico furono ricostruiti e ridedicati da Ottaviano (Portico di Ottavia).